# Karlotta Hasselbach
Karlotta Hasselbach (* 26. Juni 2005) ist eine deutsche Schauspielerin.

## Leben
Karlotta Hasselbach spielte in der deutschen Fernsehserie Schloss Einstein von der 22. Staffel beginnend mit Folge 923 (April 2019) bis zur 25. Staffel endend mit Folge 1026 (März 2022) die Rolle der Schülerin und begabten Eisschnellläuferin Rosa Panowski und übernahm damit eine der Serienhauptrollen. Hasselbach beschreibt ihre Rollenfigur als „empathischen“ Charakter. Ihre Szenen, die sie in ihrer ersten Staffel teilweise noch vor dem Spiegel übte, entwickelt sie mittlerweile insbesondere auch im Coaching durch ältere Darsteller wie Josie Hermer und Noel Okwanga.
Zu ihren Hobbys zählen Lesen und Telefonieren. Ihr späteres Berufsziel ist Synchronsprecherin. Als Judoka nahm Hasselbach 2017 an den Thüringischen Landesmannschaftsmeisterschaften der U 13-Junioren teil und gewann mit ihrer Mannschaft die Bronze-Medaille. Sie lebt in Erfurt und besucht das Evangelische Ratsgymnasium Erfurt.

## Filmografie
- 2019–2022: Schloss Einstein (Folge 923–1026)